# Eft-Hellendorf (Perl)

Eft-Hellendorf Wappen

Eft-Hellendorf ist ein Ortsteil der Gemeinde Perl im Landkreis Merzig-Wadern im Saarland.

## Geschichte
Der Ursprung des Ortes reicht bis in die Römerzeit. Doch das erste Mal urkundlich erwähnt wurde es erst im Jahre 1130. Grundherren im Mittelalter waren die Herren von Niedbrück und das Trierer Domkapitel. 1569 wurde die erste Filialkirche (St. Philippus und  Jakobus gewidmet) erbaut, von der noch der Turm erhalten ist. Das Kirchenschiff stammt aus den Jahren 1724/25. 1908 wurde es um eine Achse in romanisierenden Formen vergrößert. Es sind zwei barocke Altäre und Holzplastiken aus der gleichen Zeit zu sehen. Im Jahre 1855 wurde auch eine Kapelle in Hellendorf erbaut, welche St. Maternus geweiht ist. Eft ist seit 1827 Pfarrei.

## Lage
Eft-Hellendorf liegt am Fuße des Schneeberges. Die Höhe von Eft-Hellendorf beträgt 370 Meter. Die beiden Ortsteile werden durch den Leukbach verbunden, der in Eft entspringt.

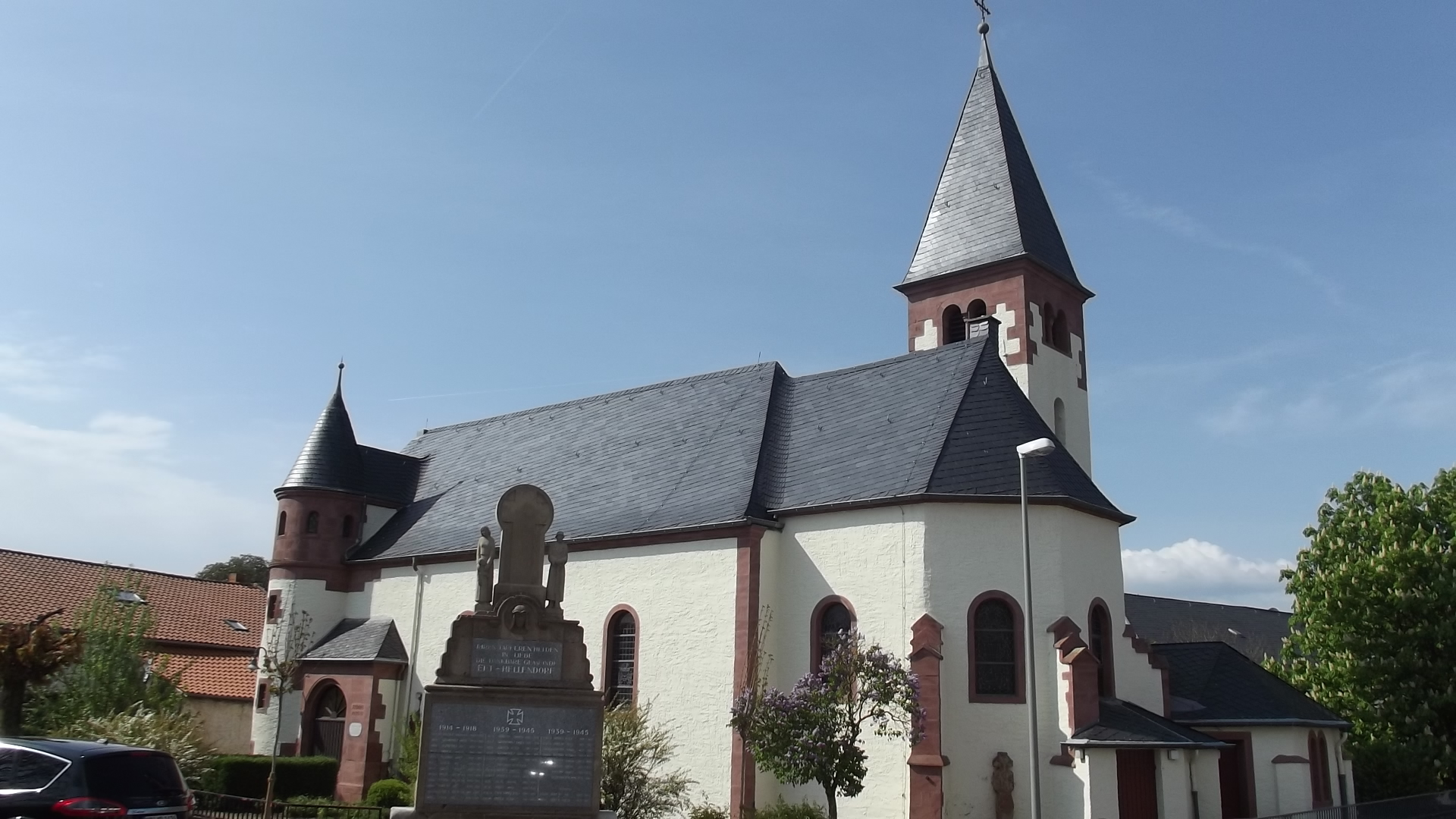
Kirche St. Philippus und Jakobus